# Marko Dević
Marko Dević (szerbül: Марко Девић; Belgrád, 1983. október 27. –) szerb születésű ukrán válogatott labdarúgó, jelenleg a liechtensteini FC Vaduz játékosa. Posztját tekintve szélső-középpályás.

## Pályafutása

### Klubcsapatokban
Szülőhazájában szerepelt a Zvezdara (2001–2002), a  Železnik (2002–2003), a Radnički Beograd (2003–2004) és a Voždovac (2004) csapataiban. Nem töltött egyik együttesben sem többet egy évnél. 2005-ben leigazolta az ukrán Voliny Luck. Itt is mindössze egy szezont játszott. 2006-ban a Metaliszt Harkiv szerződtette. A 2007–2008-as idényben 27 mérkőzés alatt 19 alkalommal talált be az ellenfele kapujába, ennek köszönhetően gólkirályi címet szerzett. 2012-ig volt a Metaliszt játékosa. 2012. nyarán a Sahtar Doneck csapatához igazolt. Első mérkőzését a Metalurh Doneck ellen játszotta az ukrán szuperkupa döntőjében. Csapata 2–0 arányban megnyerte a párharcot és elhódította a szuperkupa serleget.

### Válogatottban
2008 júniusában 24 évesen megkapta az ukrán állampolgárságot. Az ukrán nemzeti csapatban 2008. november 19-én debütálhatott egy Norvégia elleni barátságos mérkőzésen.
Az Európa-bajnoki keretszűkítést követően a szövetségi kapitány Oleh Blohin nevezte őt a 2012-es Eb-re készülő 23 fős keretébe.

#### Góljai a válogatottban
| #  | Dátum               | Helyszín                              | Ellenfél         | Eredmény | Végeredmény | Kiírás       |
| -- | ------------------- | ------------------------------------- | ---------------- | -------- | ----------- | ------------ |
| 1. | 2011. február 9.    | GSP Stadion, Nicosia                  | Svédország       | 1–1      | 1–1         | Barátságos   |
| 2. | 2011. november 15.  | Aréna Lviv, Lviv                      | Ausztria         | 2–1      | 2–1         | Barátságos   |
| 3. | 2013. szeptember 6. | Aréna Lviv, Lviv                      | San Marino       | 1–0      | 9–0         | vb-selejtező |
| 4. | 2013. október 15.   | Stadio Olimpico, Serravalle           | San Marino       | 0–2      | 0–8         | vb-selejtező |
| 5. | 2013. október 15.   | Stadio Olimpico, Serravalle           | San Marino       | 0–4      | 0–8         | vb-selejtező |
| 6. | 2013. október 15.   | Stadio Olimpico, Serravalle           | San Marino       | 0–6      | 0–8         | vb-selejtező |
| 7. | 2014. március 5.    | Antonis Papadopoulos Stadion, Larnaca | Egyesült Államok | 0–2      | 0–2         | Barátságos   |

## Sikerei, díjai
Sahtar Doneck
- Ukrán szuperkupa (1): 2012

Egyéni
- Az ukrán bajnokság gólkirálya (1): 2007–08